# 침묵의 탑

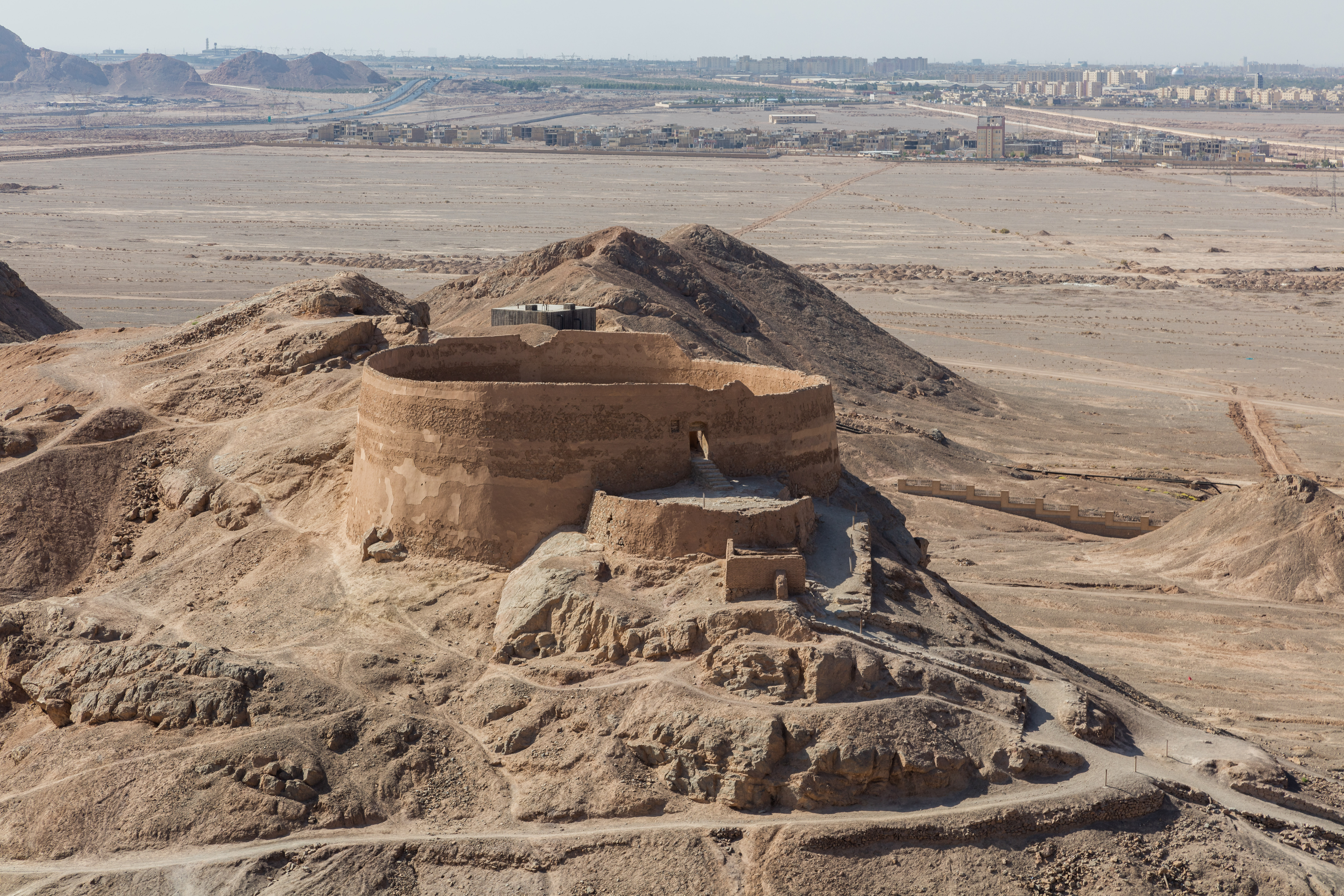
이란 야즈드의 침묵의 탑

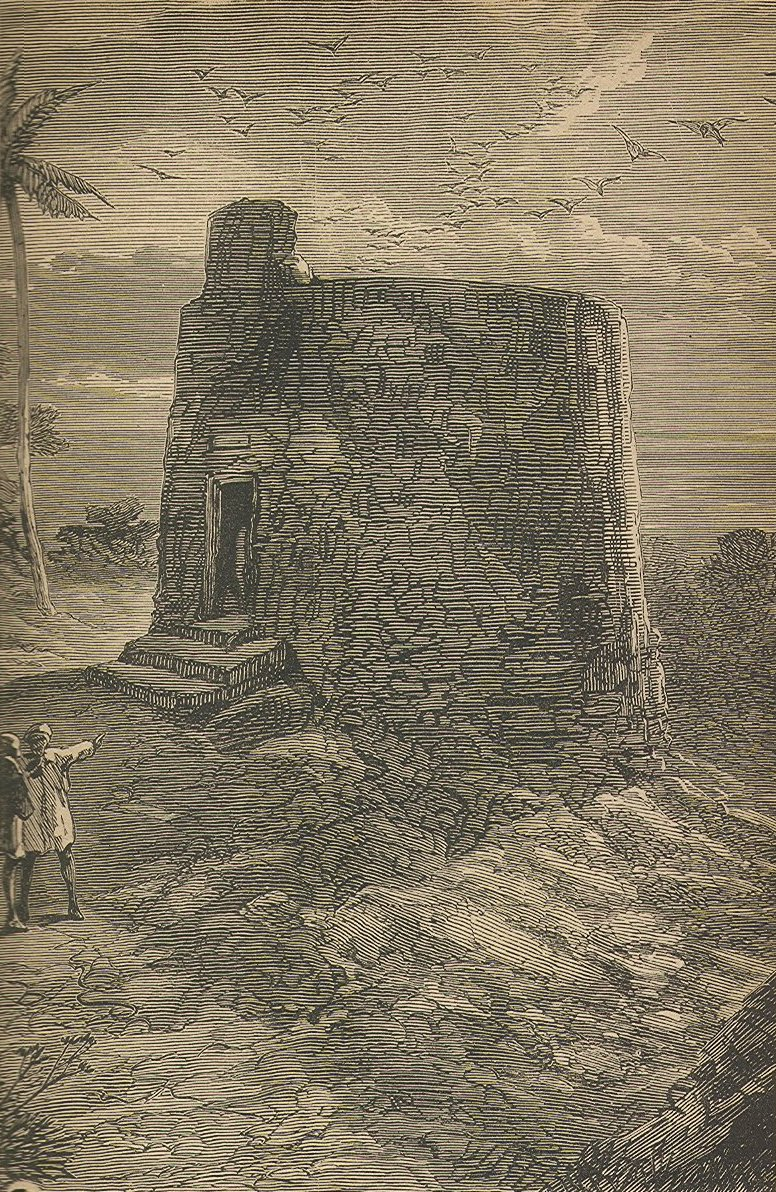
인도 뭄바이의 침묵의 탑

침묵의 탑 또는 다흐마(페르시아어: دخمه)는 조로아스터교에서 조장(鳥葬)을 하는 시설이다. 이란 야즈드의 침묵의 탑과 인도 뭄바이의 침묵의 탑이 잘 알려져 있다.

## 같이 보기
- 배화신전